# Kumilla
Kumilla (Bengalisch: কুমিল্লা, Kumillā; Englisch: Comilla) ist eine Stadt im südöstlichen Bangladesch. In der nach Volkszählung 2011 407.901 Einwohner zählenden Stadt befindet sich der Sitz der Verwaltung des gleichnamigen Distrikts. Die Stadt besteht aus 18 Wards (Bezirken) und erstreckt sich über eine Fläche von 11,47 km².
In einem Vorort Kumillas befindet sich ein Soldatenfriedhof (Commonwealth War Cemetery Memorials). Zudem existiert in der Stadt ein Marine- und ein Militärmuseum sowie eine Fachhochschule für ländliche Entwicklung. Die Stadt hat einen Zoo und Botanischen Garten.
In Kumilla wurden der Tablaspieler Badal Roy (1945–2022) und der Entwicklungsökonom Sudhir Sen (1907–1989) geboren.